# Kallhyra
En kallhyra är en hyra för lägenhet, fastighet eller lokal, där driftskostnaden inte är inräknad. Bland annat så tillkommer kostnader för värme, el, vatten och eventuell sophämtningsavgift.